# Les Trois Supermen dans la jungle
Série Les Trois Supermen
Les Trois Fantastiques Supermen à Tokyo
(1968) Trois Supermen dans l'Ouest
(1973)
Pour plus de détails, voir Fiche technique et Distribution.
Les Trois Supermen dans la jungle (Che fanno i nostri supermen tra le vergini della jungla?) est une comédie hispano-italienne de science-fiction sortie en 1970, réalisée par Bitto Albertini.
C'est le troisième film de la série des Trois Supermen, commencée en 1967 par Les Trois Fantastiques Supermen. Dans cette série, les réalisateurs et les acteurs, mais aussi le nom des personnages, sont très variables.

## Synopsis
La découverte d'un gisement d'uranium en Afrique fait bouger les services secrets du monde entier : qui en aura la propriété ? La Russie semble en tête, et les États-Unis envoient Scott, leur meilleur agent, au plein milieu des préparatifs de son mariage. Il arrive avec Dick et Martin (reconstituant ainsi le trio des « Trois Supermen »), et dame le pion aux Russes, mais il se trouve confronté à une tribu d'Amazones dont la fougueuse reine veut garder Scott pour elle.

## Fiche technique
- Titre français : Les Trois Supermen dans la jungle
- Titre original italien : Che fanno i nostri supermen tra le vergini della jungla?
- Titre espagnol : Los tres supermen en la selva
- Réalisation : Bitto Albertini
- Scénario : Santiago Moncada, Mario Amendola, Bitto Albertini
- Genres : comédie, aventure, espionnage, science-fiction, action
- Musique : Sante Maria Romitelli
- Production : Italo Martinenghi pour Cinesecolo
- Photographie : Santiago Crespo
- Montage : Luciano Anconetani
- Durée : 95 min
- Pays de production :  Italie,  Espagne
- Langue originale : italien
- Dates de sortie : 
  - Italie : 1970
  - France : 26 février 1974[3]

## Distribution
- George Martin : Martin
- Brad Harris : Scott
- Salvatore Borgese : Dick
- Femi Benussi : Jungla
- Frank Braña : Zumakov
- Pilar Zorrilla : Katia
- Pasquale Simeoni : Klaus Krunsky
- Gianni Pulone

## Critique
« In questo nuovo film dei tre supermen all'italiana, gli elementi fantascientifici sono pochi (una macchina trivellatrice che può bucare il pianeta da parte a parte) e di scarso rilievo. La vicenda è scritta come quella di un albo a fumetti, aggiornato, nel ritratto dei personaggi, con una innocente dose di cinismo: Scott è l'eroe combattuto tra più donne, Dick e Martin sono per nascita cavallereschi furfanti e fino all'ultimo, sebbene arruolati dai servizi segreti, non resistono alla tentazione di mettersi in tasca parte del bottino. »
— Fantafilm

« Dans ce nouveau film sur les Trois Supermen à l'italienne, les éléments de science-fiction sont peu nombreux (une foreuse capable de percer la planète de part en part) et de peu d'importance. L'histoire est écrite comme celle d'une bande dessinée, avec dans les personnages, une légère dose de cynisme : Scott est le héros tiraillé entre plusieurs femmes, Dick et Martin sont des canailles chevaleresques et jusqu'à à la dernière minute, bien qu'enrôlés par les services secrets, ils ne résistent pas à la tentation de se mettre une partie du butin dans les poches. »